# America's Got Talent
America's Got Talent er et TV-program fra fjernsynsstationen NBC, USA som startede den 21. juni 2006. Konceptet har spredt sig til flere lande blandt andet Danmark hvor DR1 sendte det under navnet Talent og TV 2 som sender udsendelsen under navnet Danmark har talent.
Programkonceptet går ud på at finde de bedste amerikanske amatørtalenter i kategorierne sang, dans, komedie med mere. Alle som mener at de har talent opfordres til at deltage i auditionerne. Vinderen får en million dollars som præmie.

## Internationale versioner
America’s Got Talent sendes i den originale version i Canada, Storbritannien, Irland og Danmark. I flere lande produceres udsendelsen i lokale versioner, som f. eks i Australien, Storbritannien, Frankrig, Portugal, Rusland, Grækenland, Danmark, Belgien, Kina, Østrig og Tyskland.

## 2006
- Vinder: Bianca Ryan, 11 år (Seernes valg) – Sanger fra Philadelphia
- Vært: Regis Philbin
- Dommere: Piers Morgan, Brandy Norwood, David Hasselhoff

## 2007
- Vinder: Terry Fator – bugtaler/imitator/sanger fra Dallas, Texas.
- Programleder: Jerry Springer
- Dommere: Sharon Osbourne, Piers Morgan og David Hasselhoff

## 2008
- Vinder: Neal E. Boyd – operasanger
- Programleder: Jerry Springer
- Dommere: Sharon Osbourne, Piers Morgan og David Hasselhoff

## 2009
- Vinder: Kevin Skinner – countrysanger fra Mayfield, Kentucky
- Programleder: Nick Cannon
- Dommere: Sharon Osbourne, Piers Morgan og David Hasselhoff

## 2010
- Vinder: Michael Grimm – Soul  sanger fra Waveland, Mississippi
- Programleder: Nick Cannon
- Dommere: Sharon Osbourne, Piers Morgan og Howie Mandel

## 2011
- Vinder: Landau Eugene Murphy, Jr. – Jazz  sanger fra Logan County, West Virginia
- Programleder: Nick Cannon
- Dommere: Sharon Osbourne, Piers Morgan og Howie Mandel

## 2012
- Vinder: Olate Dogs – Hunde Tricks fra New York, New York
- Programleder: Nick Cannon
- Dommere: Sharon Osbourne, Howard Stern og Howie Mandel

## 2013
- Vinder: Kenichi Ebina – Mimer fra Japan
- Programleder: Nick Cannon
- Dommere: Heidi Klum, Howard Stern, Howie Mandel og Mel B

## 2014
- Vinder: Mat Franco – Magiger fra Johnston, Rhode Island
- Programleder: Nick Cannon
- Dommere: Heidi Klum, Howard Stern, Howie Mandel og Mel B

## 2015
- Vinder: Paul Zerdin – Bugtaler fra London, England
- Programleder: Nick Cannon
- Dommere: Heidi Klum, Howard Stern, Howie Mandel og Mel B

## 2016
- Vinder: Grace VanderWaal – Sanger fra Suffern, New York
- Programleder: Nick Cannon
- Dommere: Heidi Klum, Simon Cowell, Howie Mandel og Mel B

## 2017
- Vinder: Darci Lynne Farmer – Bugtaler fra Oklahoma City, Oklahoma
- Programleder: Tyra Banks
- Dommere: Heidi Klum, Simon Cowell, Howie Mandel og Mel B

## 2018
- Vinder: Shin Lim – Kort Magiker fra Vancouver, British Columbia, Canada
- Programleder: Tyra Banks
- Dommere: Heidi Klum, Simon Cowell, Howie Mandel og Mel B

## 2019
- Vinder: Kodi Lee – Sanger og Pianist fra Lake Elsinore, Californien,
- Programleder: Terry Crews
- Dommere: Gabrielle Union, Simon Cowell, Howie Mandel og Julianne Hough

## 2020
- Vinder: Brandon Leake – talende ord poesi fra Stockton, Californien,
- Programleder: Terry Crews
- Dommere: Heidi Klum, Simon Cowell, Howie Mandel og Sofia Vergara

## 2021
- Vinder: Dustin Tavella – Magiker fra Virginia Beach, Virginia,
- Programleder: Terry Crews
- Dommere: Heidi Klum, Simon Cowell, Howie Mandel og Sofia Vergara

## 2022
- Vinder: Mayyas – Danse Gruppe fra Lebanon,
- Programleder: Terry Crews
- Dommere: Heidi Klum, Simon Cowell, Howie Mandel og Sofia Vergara

## 2023
- Vinder: Adrian Stoica og Hurricane – Hunde Tricks fra Torino, Italien,
- Programleder: Terry Crews
- Dommere: Heidi Klum, Simon Cowell, Howie Mandel og Sofia Vergara

## 2024
- Vinder: Richard Goodall – Sanger fra Terre Haute, Indiana,
- Programleder: Terry Crews
- Dommere: Heidi Klum, Simon Cowell, Howie Mandel og Sofia Vergara

## Eksterne henvisinger
- NBC show site

- Wikimedia Commons har flere filer relateret til America's Got Talent